# Louis Sparre
Le comte Pehr Louis Sparre (né le 3 août 1863 à Gravellona en Italie, mort le 26 octobre 1964 à Stockholm en Suède) est un peintre suédois surtout connu pour son engagement artistique dans le courant Nationalisme romantique finlandais et le style Art nouveau.
Il fait aussi partie de l'équipe nationale d'escrime pendant les Jeux olympiques d'été de 1912.

## Biographie
Sparre étudie à Paris avec Akseli Gallen-Kallela, Eero Järnefelt et Emil Wikström. Il participe aux voyages en Carélie avec Akseli Gallen-Kallela et Emil Wikström. 
Sparre est considéré comme un des membres fondateurs du mouvement carélianiste avec Akseli Gallen-Kallela.
Il s'installe en Finlande en 1889, et y vit pendant près de vingt ans. En 1893 Sparre se marie avec l'artiste finlandaise Eva Mannerheim, qui est la sœur de Carl Gustaf Emil Mannerheim.
À partir de la seconde partie des années 1890, Sparre travaille au développement de l'art industriel et l'industrie graphique en Finlande.
En 1897 il fonde à Porvoo une usine Iris de céramique. Impressionné par les poteries du céramiste et peintre anglo-belge Alfred William Finch, il l'invite à diriger le département de céramique de l'usine.
En 1907, Louis Sparre dirige le tournage du premier film finlandais Salaviinanpolttajat avec Teuvo Puro.
En 1908, Sparre retourne en Suède et continue à peindre des portraits et des paysages. À sa mort à 101 ans il avait peint plus de 500 portraits.